# 奧爾努彭峰
71°59′S 3°22′W / 71.983°S 3.367°W
奧爾努彭峰，是南極洲的山峰，位於毛德皇后地的瑪塔公主海岸，處於弗洛爾於文海崖以北1.6公里，屬於阿爾曼嶺的一部分，根據挪威探險隊的測量和拍攝的空中照片繪入地圖，現時由南極條約體系管理。